# Лхоцзе

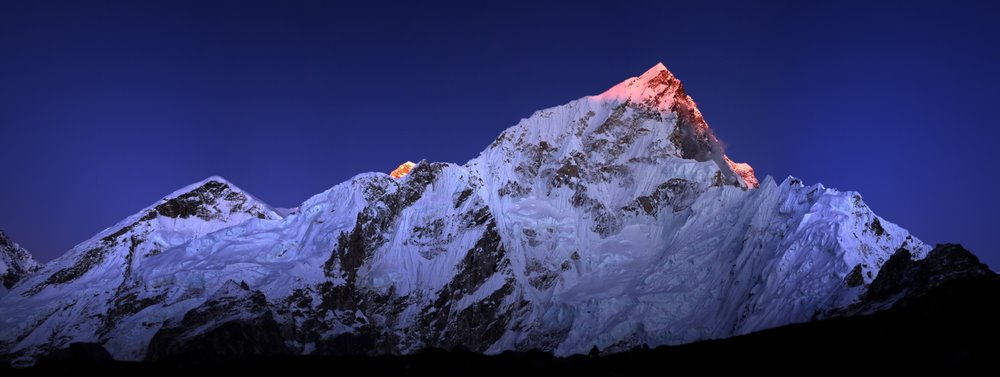
Джомолунгма (пік у променях сонця ліворуч) і Лхоцзе (пік у променях сонця праворуч)

Лхоцзе (кит.: 洛子峰) — четверта за висотою гора у світі. Знаходиться у Гімалаях на південь від Джомолунгми, на кордоні Китаю і Непалу. 

## Загальний опис
Включає три вершини — Лхоцзе-Головну (8516 м), Лхоцзе-Середню (8414 м) і Лхоцзе-Шар (8383 м).
Між Джомолунгмою та Лхоцзе знаходиться Південне сідло (англ. South Col — 7906 м). Лхоцзе підноситься над Південним сідлом на 610 метрів, що робить її найнижчою за відносною висотою серед усіх восьмитисячників. Зате з другого боку вершини — прямовисна Південна стіна Лхоцзе, що піднімається на 3,2 км на горизонтальній відстані всього 2,25 км і є найкрутішим схилом таких розмірів. З цієї стіни в 1989 році зірвався поляк Єжи Кукучка. Гора відома також тим, що найпопулярніший шлях сходження на Джомолунгму частково проходить через північно-західний схил Лхоцзе.
Гірський масив Лхоцзе розташований в Головному Гімалайському хребті південніше Джомолунгми. Від найвищої вершини його відокремлює чотирикілометрова перемичка з розташованим в ній Південним сідлом. Лхоцзе — гірський масив з трьома основними вершинами: Головною — 8501 м, Середньою — 8420 м та Східною — 8400 м. У масиві Лхоцзе Головний хребет різко змінює свій напрямок на східний. На захід відходить потужний відрог, що обмежує Західний цирк з південного заходу. Головною вершиною відрогу є Нупцзе (7879 м).
Попри велику висоту і потужність, масив Лхоцзе не справляє такого враження, як, наприклад, розташований на південний схід восьмитисячник Макалу, який поступається йому дещо у висоті. Пояснюється це тим, що з півночі та північного заходу Лхоцзе закритий могутнім масивом Джомолунгми, а з півдня він закритий величезними відрогами. Зі сходу ж, де проходять основні шляхи через Гімалаї на цій ділянці гірської системи, він також не виділяється серед інших, будучи загороджений масивом Макалу. До того ж увагу спостерігача і тут відволікає монументальність Джомолунгми і Нупцзе, що круто здіймається над Західним цирком. Лише з північного сходу, з льодовика Кангшунг, або з півдня, з льодовика Лхоцзе, масив представляється у всій своїй величі.
На південний захід, до Західного цирку, Лхоцзе спускається крутими схилами, поглиблення яких забиті снігом та льодом. На північний схід, до льодовика Кангшунг, схили Лхоцзе (як і східні схили Джомолунгми) мають вигляд крутої ступінчастої стіни, перерізаної широкими уступами, з яких нависають потужні льодово-сніжні карнизи, які майже постійно обрушуються сніговими лавинами і льодовими обвалами на льодовик Кангшунг. На південь, у бік льодовика Лхоцзе, масив обривається крутими скельними схилами, прорізаними заледенілими кулуарами. Найпростіший шлях до вершини — через північний гребінь від Південного сідла і північно-західний схил, спускається в Західний цирк.
Заледеніння масиву значне. На північному заході розташовується Західний цирк, на північному сході — льодовик Кангшунг, на півдні з масиву та прилеглих до нього ділянок Головного хребта спускаються ряд льодовиків, що носять загальне найменування «Лхоцзе» (головний, східний і західний).
Геологічно масив Лхоцзе мало досліджений. Передбачається, що він складений граніто-гнейсами і кристалічними сланцями, які характерні і для Джомолунгми.
До Лхоцзе шляхи ведуть тільки з півдня: з Непалу — по льодовику Кхумбу і Західним цирком, з долини Імджа по льодовику Лхоцзе або з долини річки Арун по льодовику Кангшунг.
На назву масиву значно вплинула його північна сусідка — Джомолунгма. Лхоцзе в перекладі з тибетської означає «південна гора» («лхо» — південь; «цзе» — гора). Висота Лхоцзе — 8501 м, це — четвертій висоті гірський масив світу.

## Історія сходжень
- 1953 Д. Хант та Да Намгіал — розвідка гребеня Головної вершини з Південного сідла.
- 1955 Перша спроба сходження Міжнародна Гімалайська експедиція
- 1956 Перше сходження на Головну вершину з Південного сідла, швейцарська експедиція (Ернст Райс і Фріц Лухсінгер).
- 1965 індійська експедиція — Наванг Гомбу та Анг Камі підкорили вершину.
- 1965 Перша спроба сходження на Лхоцзе-Шар — японська експедиція досягла 8100 м.
- 1970 австрійці С. Майерл та Р. Вальтер підкорили вершину по східному гребеню.
- 1971 Кіс Хо Суп і 8 південнокорейських альпіністів, йдучи з Західного цирка, піднялися до висоти 8000 м.
- 1975 А. Завада і 10 польських альпіністів, йдучи з Західного цирка, піднялися до висоти 8250 м.
- 1979 Перше сходження на Лхоцзе-Шар, австрійська експедиція(Зепп Майерл і Рольф Вальтер).
- 1979 Друге сходження на головну вершину — Єжи Кукучка.
- 1981 30 квітня — безкисневе сходження на головну вершину болгарським альпіністом Хрісто Продановим.
- 1981 16 жовтня — друге сходження на Лхоцзе-Шар — Колін Молінез (Швейцарія).
- 1984 20 травня Сходження на Лхоцзе-Шар по складній південній стіні чехословацькою експедицією (Демьян і Божік).
- 1986 Сходження Рейнгольда Месснера. Він став першою людиною, що підкорила всі 14 найбільших 8-тисячників Землі.
- 1988 31 грудня, поляк Кшиштоф Веліцкі здійснив перше зимове сходження на Лхоцзе.
- 1989 24 жовтня Єжи Кукучка гине під час сходження по південній стіні Лохоцзе внаслідок обриву мотузки.
- 1990 16 жовтня — радянські альпіністи Сергій Бершов та Володимир Каратаєв підкорили Південну стіну Лхоцзе.
- 1994 Карлос Карсоліо встановив світовий рекорд зі швидкості одиночного сходження на Лхоцзе — він за 23 год 50 хв піднявся з базового табору до вершини.
- 1996 Перша жінка француженка Шанталь Модуа зійшла на Лхоцзе.
- 2001 Перше сходження на Лхоцзе Середню російськими альпіністами (Євген Виноградський, Сергій Тимофєєв, Олексій Болотов, Петро Ковальов).
- 2007 Пемба Дома Шерпа, непальський альпініст, який двічі побував на Джомолунгмі, загинув під час сходження на Лхоцзе на висоті 8000 м.
- 2011 14-15 травня Мішель Горст (американський альпініст) здійснив сходження на Джомолунгму і на Лхоцзе з перервою у 21 годину (не спускаючись нижче 4 табору).
- 2011 20 травня індійський альпініст Арджун Вайпаї став наймолодшим альпіністом — підкорювачем Лхоцзе. Йому виповнилося 17 років 11 місяців і 16 днів.

## Значимо
Середній пік гори Лхоцзе (8410 м), за даними Книги рекордів Гінесса на 2008 р., — найвища серед непідкорених вершин.

## Ресурси Інтернету
- Лхоцзе на сайті Peakware [Архівовано 2 січня 2010 у Wayback Machine.]
- Статистика сходжень [Архівовано 5 грудня 2008 у Wayback Machine.]
- http://commons.wikimedia.org/wiki/Lhotse [Архівовано 23 вересня 2009 у Wayback Machine.]